# Tyrannini
Tyrannini es una tribu de aves paseriformes de la familia Tyrannidae, cuyas especies se distribuyen ampliamente por las Américas.

## Sistemática
La tribu Tyrannini deriva de la familia Tyrannidae que fue introducida por el zoólogo irlandés Nicholas Aylward Vigors en 1825 en una clasificación científica de aves. El género tipo es Tyrannus Lacépède, 1799.

### Taxonomía
Los amplios estudios genético-moleculares realizados por Tello et al. (2009) descubrieron una cantidad de relaciones novedosas dentro de la familia Tyrannidae que todavía no están reflejadas en la mayoría de las clasificaciones. Siguiendo estos estudios, Ohlson et al. (2013) propusieron una nueva organización y división de la familia  Tyrannidae. Según el ordenamiento propuesto, la tribu Tyrannini permanece en Tyrannidae, en una subfamilia Tyranninae Vigors, 1825.

### Géneros
Según el ordenamiento propuesto, la presente tribu agrupa a los siguientes géneros:
- Pitangus (con Philohydor)
- Machetornis
- Tyrannopsis
- Megarynchus
- Myiodynastes
- Conopias (provisoriamente)
- Phelpsia (provisoriamente)
- Myiozetetes
- Empidonomus
- Griseotyrannus
- Tyrannus